# Жанай
Жанай (каз. Жанай) — село в Урджарском районе Абайской области Казахстана. Входит в состав Егинсуского сельского округа. Код КАТО — 636449200.

## Население
В 1999 году население села составляло 1015 человек (497 мужчин и 518 женщин). По данным переписи 2009 года, в селе проживало 918 человек (461 мужчина и 457 женщин).